# Coppa del Mondo di skeleton 1993
La Coppa del Mondo di skeleton 1993 è stata la settima edizione del massimo circuito mondiale dello skeleton, manifestazione organizzata annualmente dalla Federazione Internazionale di Bob e Skeleton; è iniziata il 19 gennaio 1993 a Oberhof, in Germania, e si è conclusa il 13 febbraio 1993 ad Altenberg, sempre in Germania. Furono disputate tre gare nel singolo uomini in altrettante differenti località.
Nel corso della stagione si tennero anche i campionati mondiali di La Plagne 1993, in Francia, competizione non valida ai fini della Coppa del Mondo.
Vincitore della coppa di cristallo, trofeo conferito al vincitore del circuito, fu l'austriaco Franz Plangger, alla sua prima affermazione nel massimo circuito mondiale.

## Calendario
| Località  | Data               | Uomini   |          |
| --------- | ------------------ | -------- | -------- |
| Oberhof   | 19 gennaio 1993    | ●        |          |
| Igls      | 24 gennaio 1993    | ●        |          |
| La Plagne | 30–31 gennaio 1993 | Mondiali | Mondiali |
| Altenberg | 13 febbraio 1993   | ●        |          |
| Totale    | Totale             | 3        |          |

## Risultati
| Data             | Località  | Primi classificati     | Secondi classificati     | Terzi classificati         |
| ---------------- | --------- | ---------------------- | ------------------------ | -------------------------- |
| 19 gennaio 1993  | Oberhof   | Franz Plangger Austria | Gregor Stähli Svizzera   | Christian Auer Austria     |
| 24 gennaio 1993  | Igls      | Franz Plangger Austria | Alexander Müller Austria | Gregor Stähli Svizzera     |
| 13 febbraio 1993 | Altenberg | Franz Plangger Austria | Christian Auer Austria   | Michael Grünberger Austria |

## Classifica
| Pos. | Nome pilota        | Nazione     | OBE | IGL | ALT | Punti |
| ---- | ------------------ | ----------- | --- | --- | --- | ----- |
| 1    | Franz Plangger     | Austria     | 1   | 1   | 1   | 135   |
| 2    | Christian Auer     | Austria     | 3   | 4   | 2   | 121   |
| 3    | Gregor Stähli      | Svizzera    | 2   | 3   | 4   | 121   |
| 4    | Alexander Müller   | Austria     | 8   | 2   | 5   | 115   |
| 5    | Michael Grünberger | Austria     | 10  | 5   | 3   | 111   |
| 6    | Jürg Wenger        | Svizzera    | 6   | 7   | 9   | 107   |
| 7    | Frank Fijakowski   | Germania    | 4   | 12  | 13  | 100   |
| 8    | Orvie Garrett      | Stati Uniti | 5   | 18  | 6   | 100   |
| 9    | Tim Hathaway       | Stati Uniti | 7   | 15  | 8   | 99    |
| 10   | Martin Thaler      | Austria     | 9   | 11  | 16  | 93    |